# 南吹田站
34°44′58″N 135°30′40.5″E / 34.74944°N 135.511250°E
南吹田站（日语：／ Minami-suita eki */?）位於日本大阪府吹田市南吹田2丁目，是西日本旅客鐵道（JR西日本）大阪東線的鐵路站 ，車站編號是JR-F03。
南吹田站位於大阪市以外，但由於前後站都位於大阪市，故作爲車費計算之特例而指定爲特定都区市内的「大阪市内」站。

## 歷史
- 2018年7月24日 – 站名決定爲南吹田站。暫定名稱爲「西吹田站」，但由於所在地名爲南吹田，加上位處吹田市最南端之位置，故命名爲「南吹田站」[1]。
- 2019年3月16日 – 隨大阪東線全線開通，開業[1][3]。

## 車站構造

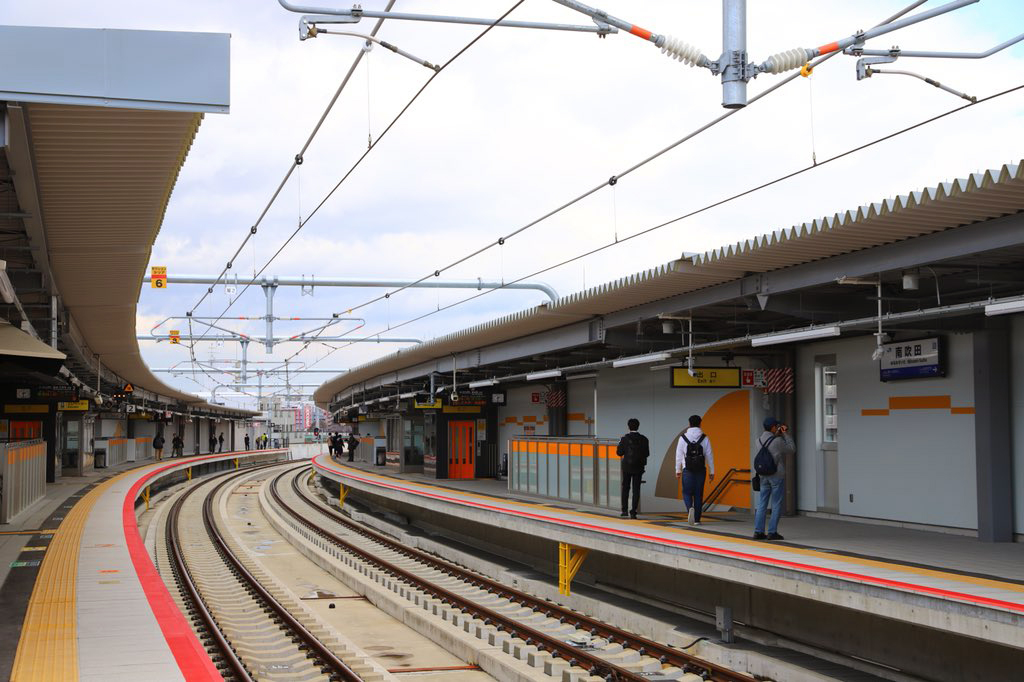
新大阪方向月台(右側)

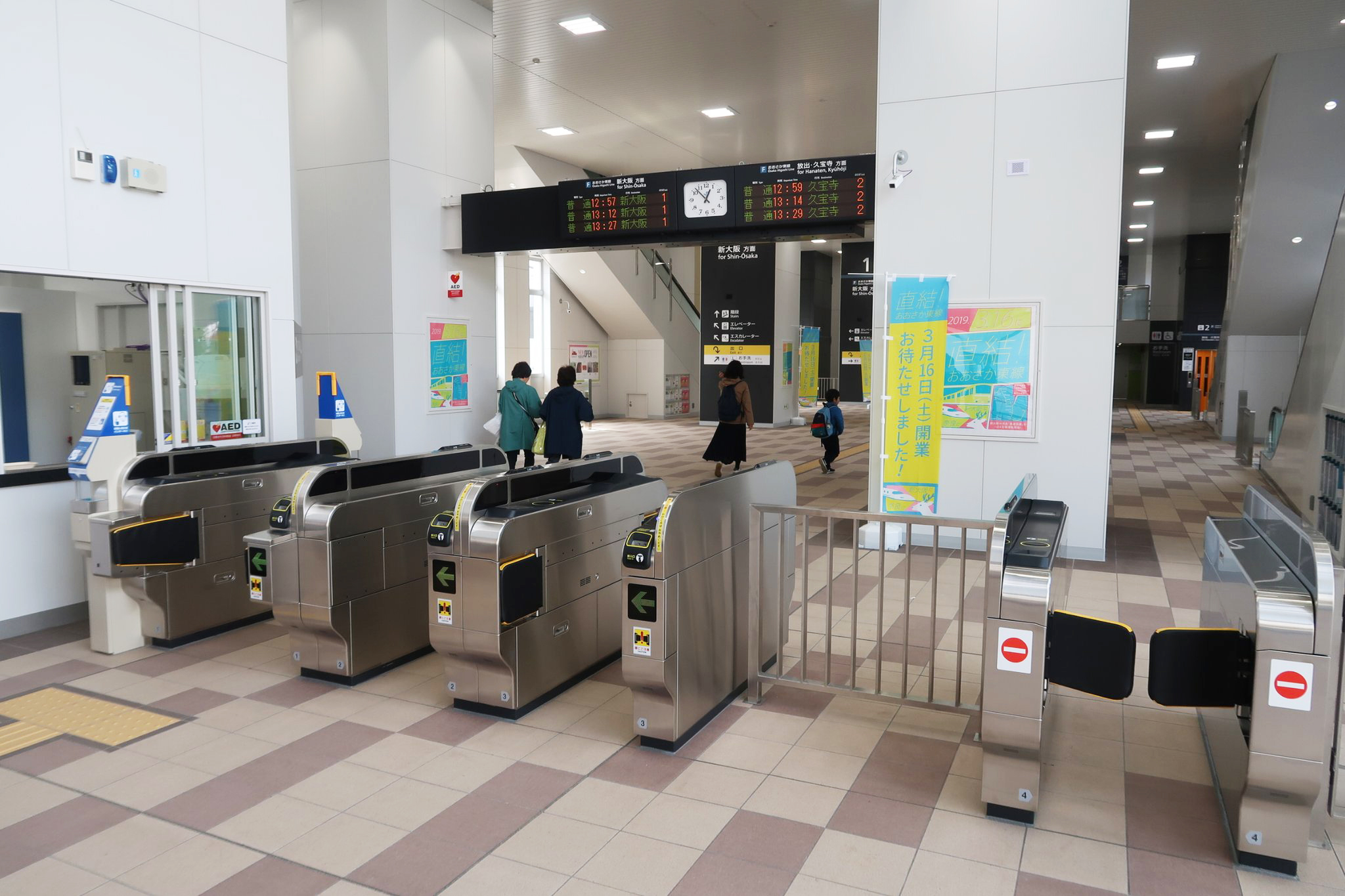
檢票口

側式月台，2面2線的高架車站，月台長度可對應8輛編成列車。出入閘口位於地面層，各月台分別設有1台升降機、和上下行各1部共2部扶手電梯。
由新大阪站管理，車站業務委托予JR西日本交通服務，部分時間無人駐守。出入閘機、售票機、精算機附近設有内綫電話，在無人駐守的時間帶可與呼叫中心的操作員聯絡，並由操作員遠程控制各種設備。本站沒有設置綠窗口，改爲設置了綠色售票機。
本站以「神崎川和水路之風景」為設計概念。。

### 月台配置
| 月台 | 路線     | 目的地           |
| ---- | -------- | ---------------- |
| 1    | 大阪東線 | 新大阪方向       |
| 2    | 大阪東線 | 放出、久宝寺方向 |

## 車站周邊
- 上新田公園
- 吹田市立吹田第六小学校
- 吹田市立第六中学校
- 吹田市水道部（泉净水場）
- 大阪府道、京都府道14号大阪高槻京都線

## 相鄰車站
西日本旅客铁道
 大阪東線
■直通快速
通過
■普通
新大阪（JR-F02）－南吹田（JR-F03）－（神崎川信号場）－JR淡路（JR-F04）

## 外部連結
- 南吹田｜車站資訊：JR出門網 - 西日本旅客鐵道